# Ulrich Zant
Ulrich I. Zant OSB (* vor 1225; † nach 1270 in Millstatt) war ein salzburgischer römisch-katholischer Geistlicher. Er von 1262 bis 1268 Abt der Benediktinerabtei St. Blasius zu Admont und von 1270 bis zu seinem Tode Abt von Stift Millstatt.
Ulrich Zant entstammte dem Stift Millstatt, wo er als scholasticus tätig war.
Bedeutendstes Ereignis im Abbatiat Ulrichs war die Gründung der Stadt Bruck an der Mur, deren Territorium zur Grundausstattung des Admonter Stifts 1074 gehört hatte. Aufgrund der günstigen Lage des Ortes an der Mündung der Mürz in die Mur und am Fuße eines leicht zu befestigenden Berges befahl der als Städtegründer bekannte (unter seiner Regierung wurden mehr als fünfzig neue Städte gegründet) Ottokar von Böhmen seinem Landeshauptmann für die Steiermark, den Olmützer Bischof Bruno von Schauenburg, die Gründung einer Stadt an dieser Stelle. Die dafür nötige Abtretung stiftischen Grundbesitzes wurde 1263 verhandelt, wofür das Stift Admont im Gegenzug die Anerkennung der Gerichtsprivilegien und im Tausch das Dorf Öblarn „mitsamt Ackerland, Wiesen und Wäldern und allen Rechtsamen“ erhielt. Nicht genannt ist in diesem Zusammenhang eine Kirche, die offensichtlich erst unter Admonter Herrschaft gegründet wurde. Am 4. April 1264 erteilte Papst Urban IV. die endgültige Erlaubnis zur Abtretung der bisher stiftischen Güter in Bruck und öffnete damit den Weg für die Gründung der oppidum de Brucke.
1268 resignierte er seine Position als Abt von Admont und ging zurück in das Stift Millstatt in Kärnten, wo er 1270 zum Abt gewählt.